# Biskupin Wykopaliska
Biskupin Wykopaliska – wąskotorowy przystanek osobowy w Biskupinie, w województwie kujawsko-pomorskim. Znajduje się przy wejściu do Muzeum Archeologicznego w Biskupinie. W rozkładach jazdy oraz na tablicach stacyjnych przystanek ma nazwę "Biskupin".